# Боровлянка (Ребрихинский район)
Боровля́нка — село в Ребрихинском районе Алтайского края. Административный центр Боровлянского сельсовета.

## История
Основано в 1825 г. В 1928 году село Большая Боровлянка состояло из 497 хозяйств, основное население — русские. В административном отношении являлось центром Больше-Боровлянского сельсовета Ребрихинского района Барнаульского округа Сибирского края.

## Население
| 1926 | 1997 | 1998 | 1999 | 2000 | 2001 |
| ---- | ---- | ---- | ---- | ---- | ---- |
| 2548 | ↘877 | ↘871 | ↗875 | ↗880 | ↘873 |
| 2002 | 2003 | 2004 | 2005 | 2006 | 2007 |
| ↘864 | ↗866 | ↗895 | ↘831 | ↘816 | ↘780 |
| 2008 | 2009 | 2010 | 2011 | 2012 | 2013 |
| ↗781 | ↘775 | ↘644 | ↘641 | ↘633 | ↘600 |

Национальный состав
Согласно результатам переписи 2002 года, в национальной структуре населения русские составляли 96 %.